# Dorothée-Frédérique de Brandebourg-Ansbach
Dorothée Frédérique de Brandebourg-Ansbach (12 août 1676, Ansbach – 13 mars 1731, Hanau) est la fille du margrave Jean-Frédéric de Brandebourg-Ansbach (1654 – 1686) et de sa première épouse, Jeanne Élisabeth de Bade-Durlach (1651–1680). Elle est une demi-sœur de la reine Caroline de Grande-Bretagne, l'épouse du roi George II
Le 20 (ou 30) août 1699, Dorothée Frédérique épouse Johann Reinhard III de Hanau-Lichtenberg. Elle a été la dernière Comtesse de Hanau. Ils n'ont qu'une fille: Charlotte de Hanau-Lichtenberg (1700 – 1726). Charlotte est la seule héritière du comté de Hanau et s'est marié le 5 avril 1717, à Louis VIII de Hesse-Darmstadt (1691 – 1768).
Frédérique Dorothée est décédée le 13 mars 1731 et est enterrée le 17 ou 25 mars 1731 dans le caveau de la famille des comtes de Hanau en l'Église St John (Hanau) (connue sous le nom de Vieux-Saint-Jean de l'Église) à Hanau. Le tombeau est en grande partie détruite dans les bombardements de la Seconde Guerre mondiale.